# Hiotus laeviventris
Hiotus laeviventris (Hitomicrus laeviventris), vrsta pipa (Curculionidae) u rodu Hiotus, klasificirana najprije rodu Hitomicrus kao jedini predstavnik. Ova vrsta otkrivena je u Brazilu a opisao ju je 1922. godine. američki entomolog Casey, T.L. kao Hitomicrus laeviventris,  da bi je 1938 opisao Hustache pod danas validnim nazivom Hiotus laeviventris.